# Taborišče Kerestinec
Taborišče Kerestinec je bil velik zapor ter kasneje koncentracijsko taborišče v Kerestincu na Hrvaškem. Nahajal se je v gradu nad vasjo.

## Zgodnje 20. stoletje
Zapor je pred izbruhom druge svetovne vojne zgradila vlada Kraljevine Jugoslavije in ga uporabljala za pridržanje političnih zapornikov. Marca 1941, na predvečer invazije sil osi, je bilo aretiranih in zaprtih v zapor Kerestinec večje število zagrebških levičarskih intelektualcev.
Nekaj tednov pozneje je Jugoslavija razpadla in 19. aprila 1941 je zapor prevzela oblast novonastale Neodvisne države Hrvaške. Zapornike so ločevali na podlagi etnične pripadnosti, taborišče pa je bilo razdeljeno na »srbsko-jugoslovanski«, »judovski« in »komunistični« oddelek. Po nemški invaziji na ZSSR je jugoslovanska komunistična partija začela partizansko odporniško gibanje. Ustaški režim se je odločil za maščevanje z umorom nekaterih kerestinskih jetnikov. 
9. julija 1941 je bila usmrčena prva skupina, v kateri so bili Božidar Adžija, Otokar Keršovani in Ognjen Prica. Komunistična partija se je odzvala z organizacijo improviziranega pobega iz zapora. 13. julija so bili stražarji premagani in vsem preostalim ujetnikom je uspelo pobegniti. Toda poskus se je kmalu izkazal za slabo organiziranega in neusklajenega. Zelo hitro so večino ujetnikov, vključno z Augustom Cesarcem, ponovno prijeli in ustrelili v maksimirskih gozdovih.

## Pozno 20. stoletje
Leta 1991 je hrvaška vojska zavzela nekdanjo raketno bazo Jugoslovanske ljudske armade Kerestinec.
Baza je bila med hrvaško osamosvojitveno vojno od novembra 1991 do maja 1992 uporabljena kot taborišče, v katerem so bili zaprti vojaki JLA, srbski prostovoljci, večinoma iz Siska, in civilisti, vključno z ženskami. Poveljnik zapora Stjepan Klarić je sodeloval in spodbujal svoje štiri sodelavce in pripadnike hrvaške vojske, naj nad zaporniki uporabljajo fizično in psihično mučenje. Skupno je bilo vpletenih 34 ljudi, ki so povzročili veliko trpljenje in kršitev telesne integritete in zdravja, vključno z vsakodnevnim nadlegovanjem, napadi in posilstvom.
Petim moškim so začeli soditi, obtoženi so bili fizičnega in psihičnega mučenja 34 pripornikov ter spolne zlorabe zapornic in zapornic od decembra 1991 do 25. maja 1992. Leta 2012 je bil Klarić obsojen na tri leta in pol zapora, nekdanji paznik Viktor Ivančin dve; Dražen Pavlović, Željko Živec in Goran Štrukelj pa eno leto zapora. Obsodbo je aprila 2014 hrvaško vrhovno sodišče razveljavilo in odredilo novo sojenje. Ponovljeno sojenje se je končalo z strožjimi kaznimi: Klarić je bil obsojen na osem let zapora, njegovi podrejeni Ivančin, Pavlović, Štrukelj in Živec na pet, tri, dve in leto in pol zapora.